# 考古最高評議会
考古最高評議会（こうこさいこうひょうぎかい、Supreme Council of Antiquities）はエジプト文化省の外局として考古学を所管する部門。エジプトにおける考古遺跡の発掘およびそこから発見された発掘品などもあわせた保護、規制、保存を任とする。
2002年からは著名な考古学研究者であるザヒ・ハワス博士が長を務めており、2011年に考古省が発足すると、その外局に移行した。